# Brandano
Bartolomeo z Petroio zwany Brandano (ur. 1488 w Petroio, zm. 24 maja 1554 w Sienie) – włoski kaznodzieja i pustelnik.

## Życiorys
Urodził się w Petroio w 1488 roku. Jako młody człowiek nie stronił od zabaw i rozrywek. Wkrótce jednak przeżył nawrócenie, pod wpływem którego, porzucił rodzinę i stał się wędrownym kaznodzieją. Odziany w augustiański habit, przemierzał Włochy, Francję i Hiszpanię wzywając do pokuty i nawrócenia. Wkrótce zyskał rozgłos, dzięki przypisywanemu mu darowi prorokowania.
Podczas pobytu w Rzymie Brandano został przedstawiony papieżowi Klemensowi VII. Na dworze papieskim, Brandano, zaczął publicznie ostro upominać papieża i kardynałów wytykając im ich grzechy. Nie przebierał przy tym w słowach. Spowodowało to jego uwięzienie. Ostatecznie Brandano został jednak uwolniony, prawdopodobnie za wstawiennictwem samego papieża, jednak nie zaprzestał swoich ataków.
Znane są jego słowa skierowane do papieża w Wielki Czwartek 18 kwietnia 1527 roku:
Sodomicki bękarcie. Przez twoje grzechy Rzym zostanie zniszczony. Wyspowiadaj się i nawróć, bowiem za czternaście dni gniew Boży spadnie na ciebie i miasto
Proroctwo spełniło się w maju tego samego roku, kiedy wojska cesarza Karola V zdobyły i zniszczyły Rzym.
Pod koniec życia Brandano osiedlił się Sienie, gdzie cierpiał represje ze strony rządzących tam Hiszpanów. Brał udział w obronie Republiki Sieny w czasie wojny z Medyceuszami, pomagając chorym i głodnym. Zmarł w Sienie 24 maja 1554 roku, tuż przed upadkiem Republiki.
Za życia Brandano cieszył się sławą i dużym szacunkiem wśród ubogich ludzi niższych stanów, ze względu na odwagę z jaką upominał możnych tego świata. Przypisywano mu dar prorokowania oraz liczne cuda dokonane za jego wstawiennictwem.